# Nicholas von Renys
Nicholas von Renys (in tedesco: Nikolaus von Renys; in polacco: Mikołaj z Ryńska; Ryn, 1360 – Grudziądz, maggio 1411) è stato un condottiero prussiano.
Era un membro secolare dei Cavalieri Teutonici e partecipò alla guerra polacco-lituano-teutonica (1409-1411). I cavalieri lo incolparono per la loro sconfitta nella battaglia di Grunwald e fu decapitato senza processo nel 1411.
Nicholas von Renys nacque a Rhein (Ryn) vicino a Lötzen (Giżycko) in Prussia, nell'odierna regione della Masuria. Jan Długosz lo descrisse come un tedesco (Nicolaus dictus Niksz, nacione Swewus) nella sua Banderia Prutenorum. Lo storico Stephen Turnbull lo ha identificato come un "cavaliere secolare di discendenza polacca ... del clan Rogala", sebbene il noto esperto di araldica polacco-americano Leonard Suligowski dubiti che fosse effettivamente un membro del clan Rogala. 
Insieme a suo fratello e ai cugini della nobiltà di Culmerland (Terra di Chełmno), Nicholas von Renys fondò il 24 febbraio 1397 la Compagnia della lucertola per prestare un sostegno reciproco contro i Cavalieri Teutonici a Kulm (Chełmno).
Durante la battaglia di Grunwald nel 1410, von Renys portò lo stendardo delle truppe del Culmerland per l'Ordine teutonico, descritto nella Banderia Prutenorum. Si sostenne che non era disposto a combattere contro la Polonia a causa dei suoi precedenti sforzi per la pace e che abbassò lo stendardo, considerato segnale per la ritirata e che quindi contribuì alla sconfitta dei Cavalieri. In violazione dei termini del Trattato di Toruń (1411), che proibiva la persecuzione dei traditori dopo la battaglia, l'Ordine lo decapitò a Graudenz (Grudziądz) nel maggio 1411 e fece uccidere tutti i suoi discendenti maschi.